# Haia
A Haia ou simplesmente Haia (em neerlandês:  Den Haag, [dɛnˈɦaːx] (escutarⓘ), ou, oficialmente, 's-Gravenhage AFI: [ˈsxraːvə(n)ˌɦaːɣə]) é a terceira mais populosa cidade dos Países Baixos (depois de Amesterdão e Roterdão), com uma população de 489 375 (2010) (população da área metropolitana: 600 000) e com uma área aproximada de 100 quilômetros quadrados. Está localizada no oeste do país, na província da Holanda do Sul, da qual também é capital. A cidade da Haia, assim como Amesterdão, Roterdão e Utrecht, é parte do conglomerado urbano de Randstad, com uma população cerca de 7,6 milhões habitantes.
A Haia é a sede de facto do governo do país: todavia, oficialmente, não é a capital dos Países Baixos, pois, de acordo com a constituição, a capital é Amesterdão. A Haia é a sede do Eerste Kamer (primeira câmara) e da Tweede Kamer (segunda câmara), respetivamente as câmaras alta e baixa, que formam o Staten-Generaal (literalmente, os "Estados Gerais"). O rei Guilherme Alexandre dos Países Baixos vive e trabalha na Haia. Todas as embaixadas e ministérios estão localizados na cidade, assim como a Hoge Raad der Nederlanden (A Suprema Corte), o Raad van State (Conselho do Estado) e muitas organizações lobistas.
Outros lugares de interesse são a Grote Kerk, o Stadhuis e a Gevangenpoort. Quando o conde Guilherme da Holanda construiu, nesta cidade, seu castelo, em 1248, ela transformou-se no centro administrativo do condado.
Na área metropolitana da cidade, estão instaladas diversas indústrias, como fábricas de material eletrônico, metalúrgicas, produtos químicos e alimentos. Entre seus conjuntos urbanos mais significativos, estão o Binnenhof (corte interior) e o Buitenhof (corte exterior).

## Etimologia
A Haia foi mencionada pela primeira vez em 1242, sob o nome de Die Haghe. No século XV, o nome des Graven hage entrou em uso, literalmente "O Bosque do Conde", com conotações como "A Sebe do Conde, recinto privado ou área de caça". "Gravenhage" foi oficialmente usado para se referir à cidade a partir do século XVII. Hoje, esse nome é usado apenas em alguns documentos oficiais, como certidões de nascimento e casamento. A própria cidade usa "Den Haag" em todas as suas comunicações.

## Diplomacia

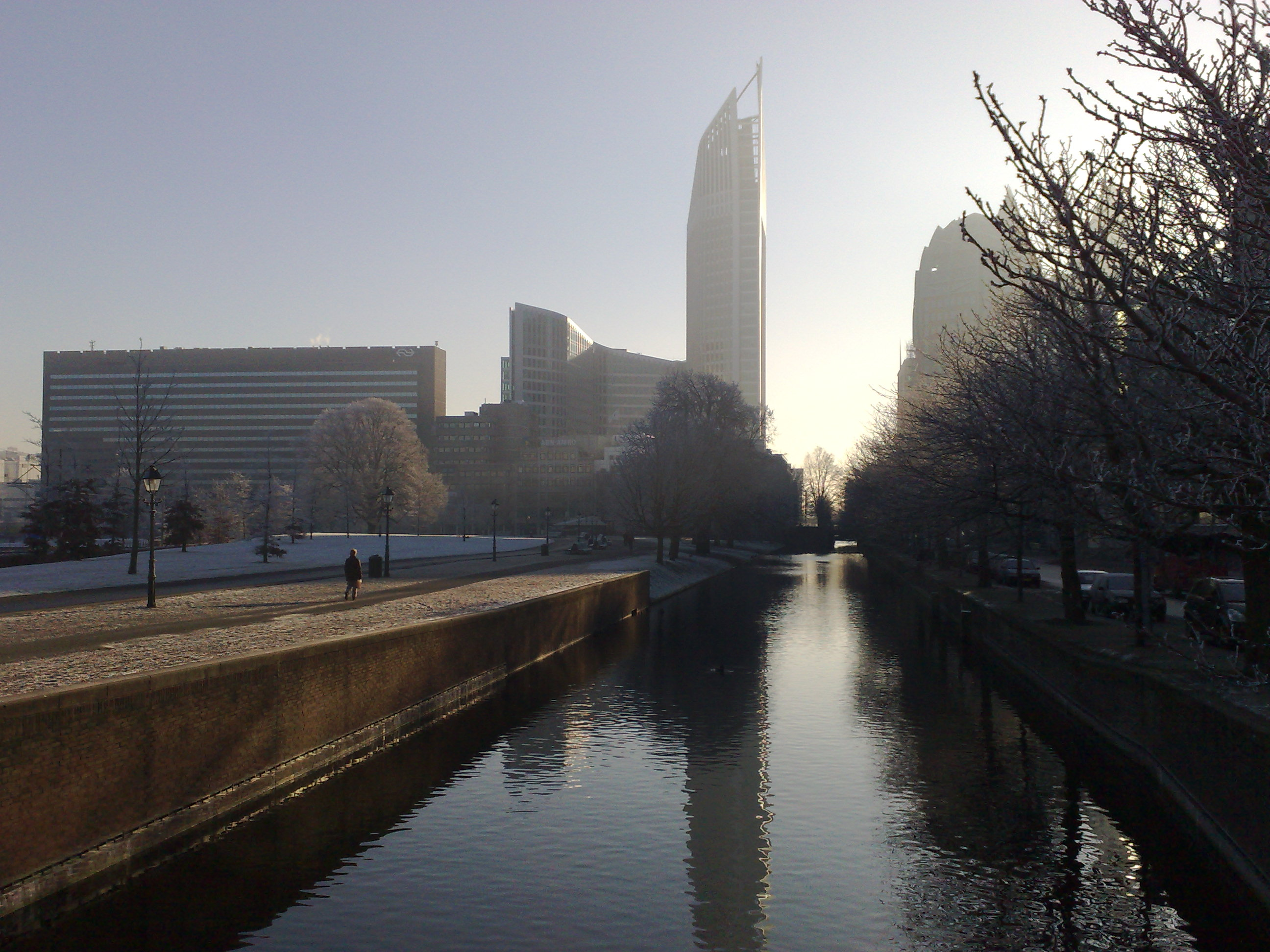
Arquitetura contemporânea no Centro da Haia, no inverno

A Haia possui forte tradição diplomática. Em 1899 e 1907, celebraram-se, ali, as Convenções da Haia. A cidade é a sede da Organização das Nações e Povos Não Representados (UNPO), da Organização para a Proibição de Armas Químicas (OPAQ), da Conferência da Haia de Direito Internacional Privado (HCCH) e de numerosos outros organismos internacionais ou não governamentais.
A cidade é a sede de quatro tribunais internacionais: o Tribunal Permanente de Arbitragem, o Tribunal Internacional de Justiça, o Tribunal Penal Internacional para a ex-Iugoslávia, e a Corte Penal Internacional, o que levou a cidade a ser referida como "a capital jurídica do mundo". Estão ainda representadas nesta cidade algumas organizações europeias, como o Instituto Europeu de Patentes e a Europol.

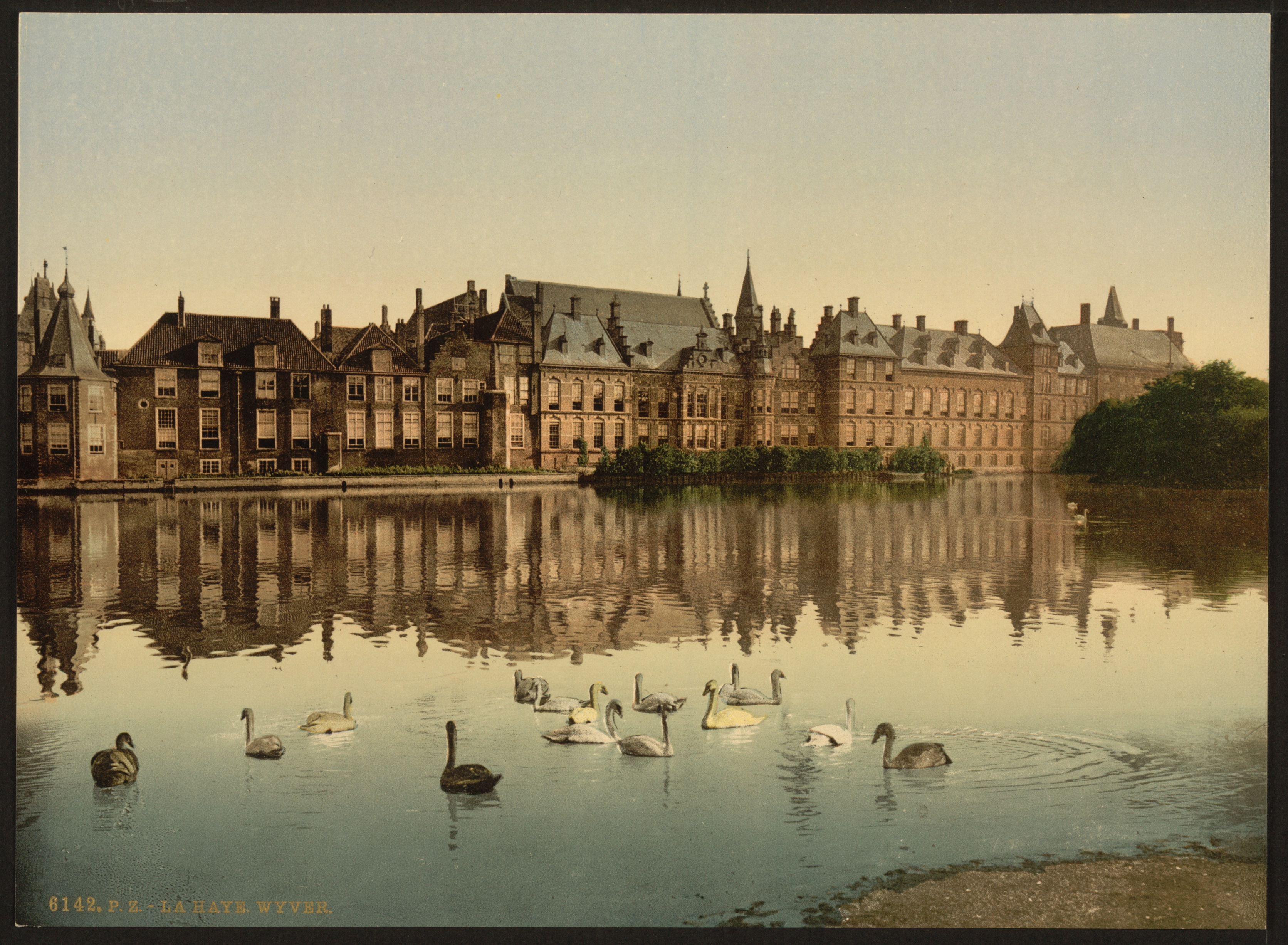
Lange Vijverberg, lagoa situada na área central da Haia

## Cidades-irmãs
As geminações (português europeu) ou cidades-irmãs (português brasileiro) da Haia são:
- Belém, Palestina [7]
- Varsóvia, Polônia[8]
- Nazaré, Israel
- Juigalpa, Nicarágua

Além disso, a Haia tem uma política de parcerias com vários países de origem dos seus cidadãos. Desde 2002, a Haia coopera com o Suriname e, em 2009, um contrato de cooperação foi feita com as províncias marroquinas de Nador, Al Hoceima e Taza. Existem planos de fazer contratos com a Turquia e as Antilhas.

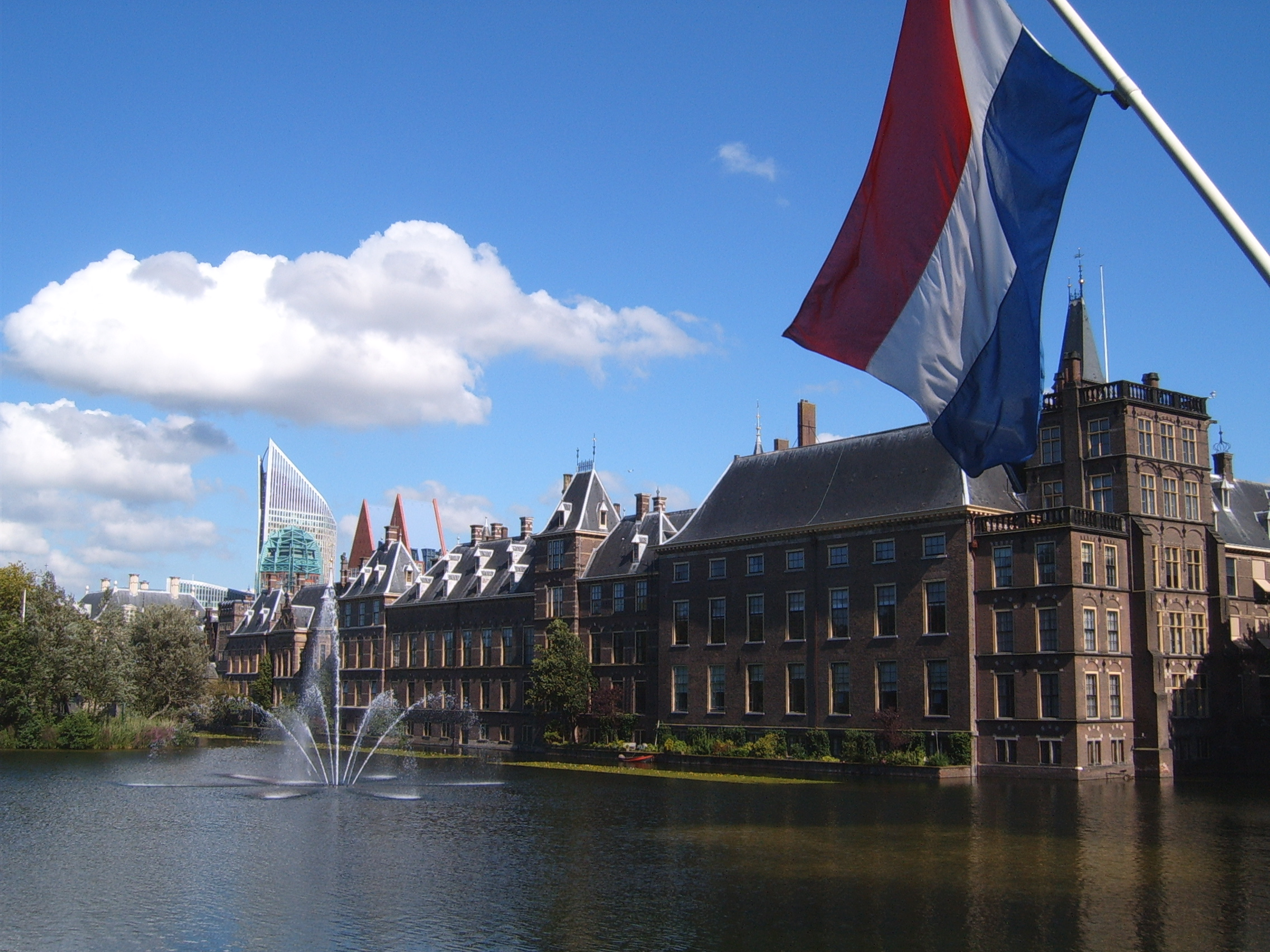
Complexo do Binnenhof, que abriga vários órgãos governamentais, incluindo os Estados Gerais dos Países Baixos.